# Bodyguards and Assassins
Bodyguards and Assassins (Shi yue wei cheng; 十月圍城) è un film del 2009 diretto da Teddy Chan.
Il film tratta degli inizi del rovesciamento della dinastia Qing da parte di Sun Yat-sen.

## Trama
Nel 1905, Sun Yat-sen arriva ad Hong Kong, colonia britannica, per discutere i suoi piani rivoluzionari con gli altri membri della Tongmenghui. L'imperatrice vedova Cixi invia dei sicari, guidati da Yan Xiaoguo, per uccidere Sun Yat-sen.
Chen Shaobai arriva a Hong Kong pochi giorni prima dell'arrivo di Sun Yat-sen, per incontrare Li Yutang, un imprenditore che fornisce un aiuto finanziario alla Tongmenghui. Yutang sostiene apertamente i rivoluzionari dopo che il China Daily è stato chiuso dalle autorità britanniche, che non interferiscono nella situazione politica della Cina; raduna un gruppo di uomini, tra cui guidatori di risciò, venditori ambulanti e un mendicante, affinché facciano da guardie del corpo per Sun Yat-sen al momento del suo arrivo. Chongguang, figlio di Li, è scelto come esca: deve travestirsi da Sun Yat-sen per distrarre gli assassini, così che Sun possa partecipare alla riunione, per poi lasciare Hong Kong indisturbato.
Gli eventi successivi porteranno a un bagno di sangue, ma di fatto daranno inizio alle sommosse che rovesceranno l'Impero Qing.

## Personaggi
- Shen Chongyang, poliziotto pronto a far tutto per soldi. Decide di unirsi alle altre guardie del corpo di Sun Yat-sen.
- Deng Sidi - Si, guidatore di risciò che serve la famiglia di Li Yutang.
- Liu Yubai, un mendicante che proviene da una famiglia ricca esperto di arti marziali.
- Li Yutang, un uomo d'affari che si interessa sempre di più alla causa dei rivoluzionari.
- Chen Shaobai, direttore del China Daily a Hong Kong.
- Yan Xiaoguo, il leader degli assassini precedentemente studente di Chen Shaobai e leale all'impero Qinq.
- Yueru, quarta moglie di Li Yutang ed ex-moglie di Shen Chongyang.

## Riconoscimenti
- 2010 - Asian Film Awards
  - Miglior attore a Wang Xueqi
  - Miglior attore non protagonista a Nicholas Tse
  - Nomination Miglior costumista a Dora Ng
  - Nomination Miglior film a Teddy Chan
  - Nomination Miglior attrice esordiente a Li Yuchun
  - Nomination Miglior Production Designer a Mak Kwok-keung
- 2010 - Asian Film Critics Association Awards
  - Miglior attore a Wang Xueqi
- 2010 - Beijing Student Film Festival
  - Gran premio della giuria
  - Nomination Miglior film a Teddy Chan
  - Nomination Miglior attore a Wang Xueqi
  - Nomination Miglior attrice esordiente a Li Yuchun
- 2010 - Changchun Film Festival
  - Miglior attore a Wang Xueqi
  - Miglior fotografia a Arthur Wong
  - Nomination Miglior sceneggiatura a Guo Jun-Li, Joyce Chan, Chun Tim-nam
  - Nomination Miglior attore non protagonista a Nicholas Tse
  - Nomination Miglior attore esordiente a Edison Wang
- 2010 - Chinese Film Media Awards
  - Nomination Miglior film a Teddy Chan
  - Nomination Miglior attore a Wang Xueqi
  - Nomination Miglior attore non protagonista a Nicholas Tse
  - Nomination Miglior attrice esordiente a Li Yuchun
- 2010 - Deauville Asian Film Festival
  - Nomination Miglior regia a Teddy Chan
- 2010 - Golden Horse Film Festival
  - Miglior truccatore/costumista a Dora Ng
  - Nomination Miglior regia a Teddy Chan
  - Nomination Miglior attore non protagonista a Nicholas Tse
  - Nomination Miglior fotografia a Arthur Wong
  - Nomination Miglior montaggio a Wong Hoi, Derek Hui
  - Nomination Miglior attore a Wang Xueqi
  - Nomination Miglior coreografie action a Wei Tung, Lee Chiu-tat
  - Nomination Migliori effetti visivi/speciali a Tam Chi-wai, Yung Kwok-Yin, Ng Fai-Yuen, Chau Chi-shing
- 2010 - Hong Kong Director's Guild Awards
  - Miglior attrice esordiente a Li Yuchun
- 2010 - Hong Kong Film Awards
  - Miglior film a Teddy Chan
  - Miglior attore non protagonista a Nicholas Tse
  - Miglior coreografie action a Wei Tung, Lee Chiu-tat
  - Miglior fotografia a Arthur Wong
  - Nomination Miglior direzione artistica a Mak Kwok-keung
  - Miglior truccatore/costumista a Dora Ng
  - Miglior colonna sonora a Peter Kam, Chan Kwong-wing
  - Nomination Miglior sceneggiatura a Guo Jun-Li, Joyce Chan, Chun Tin-nam
  - Nomination Miglior attrice esordiente a Li Yuchun
  - Nomination Miglior montaggio a Wong Hoi, Derek Hui
  - Nomination Miglior attore a Wang Xueqi
  - Nomination Miglior attore non protagonista a Tony Leung Ka-fai
  - Nomination Miglior attrice non protagonista a Fan Bingbing
  - Nomination Miglior canzone a Li Yuchun, Chan Kwong-wing
  - Nomination Migliori effetti visivi/speciali a Tam Chi-wai, Yung Kwok-Yin, Ng Fai-Yuen, Chau Chi-shing
- 2010 - Hong Kong Film Critics Society Awards
  - Miglior attore a Wang Xueqi
  - Nomination Miglior film a Teddy Chan
- 2010 - Hundred Flowers Awards
  - Nomination Miglior regia a Teddy Chan
  - Nomination Miglior attrice a Fan Bingbing
  - Nomination Miglior attore a Donnie Yen
  - Nomination Miglior attrice esordiente a Li Yuchun
  - Nomination Miglior attore esordiente a Mengke Bateer
  - Nomination Miglior film a Teddy Chan
- 2010 - Iron Elephant Film Awards
  - Nomination Miglior attore a Wang Xueqi
  - Nomination Miglior attore a Donnie Yen
- 2010 - Shanghai Film Critics Awards
  - Miglior attore a Donnie Yen
- 2011 - China Film Director's Guild Awards
  - Nomination Miglior regia a Teddy Chan
- 2011 - Golden Rooster Awards
  - Nomination Miglior colonna sonora a Chan Kwong-wing
  - Nomination Miglior montaggio sonoro a Yang Qing-Yi
- 2011 - Huabiao Film Awards
  - Miglior regia a Teddy Chan
  - Nomination Miglior attore a Wang Xueqi
- 2011 - Huading Film Awards
  - Miglior attore non protagonista a Nicholas Tse
  - Nomination Miglior regia a Teddy Chan
- 2011 - Writers Guild of China Film Association
  - Miglior sceneggiatura a Guo Jun-Li, Joyce Chan, Chun Tin-nam, Chen Tung-min